# Sergei Ivanovich Beljawsky
| Asteróides descobertos: 36 | Asteróides descobertos: 36 |
| -------------------------- | -------------------------- |
| 749 Malzovia               | 5 de Abril de 1913         |
| 812 Adele                  | 8 de Setembro de 1915      |
| 849 Ara                    | 9 de Fevereiro de 1912     |
| 850 Altona                 | 27 de Março de 1916        |
| 851 Zeissia                | 2 de Abril de 1916         |
| 852 Wladilena              | 2 de Abril de 1916         |
| 853 Nansenia               | 2 de Abril de 1916         |
| 854 Frostia                | 3 de Abril de 1916         |
| 855 Newcombia              | 3 de Abril de 1916         |
| 856 Backlunda              | 3 de Abril de 1916         |
| 857 Glasenappia            | 6 de Abril de 1916         |
| 885 Ulrike                 | 23 de Setembro de 1917     |
| 969 Leocadia               | 5 de Novembro de 1921      |
| 978 Aidamina               | 18 de Maio de 1922         |
| 981 Martina                | 23 de Setembro de 1917     |
| 995 Sternberga             | 8 de Junho de 1923         |
| 1001 Gaussia               | 8 de Agosto de 1923        |
| 1004 Belopolskya           | 5 de Setembro de 1923      |
| 1005 Arago                 | 5 de Setembro de 1923      |
| 1006 Lagrangea             | 12 de Setembro de 1923     |
| 1031 Arctica               | 6 de Junho de 1924         |
| 1062 Ljuba                 | 11 de Outubro de 1925      |
| 1065 Amundsenia            | 4 de Agosto de 1926        |
| 1074 Beljawskya            | 26 de Janeiro de 1925      |
| 1084 Tamariwa              | 12 de Fevereiro de 1926    |
| 1086 Nata[1]               | 25 de Agosto de 1927       |
| 1094 Siberia               | 12 de Fevereiro de 1926    |
| 1118 Hanskya[1]            | 29 de Agosto de 1927       |
| 1153 Wallenbergia          | 5 de Setembro de 1924      |
| 1224 Fantasia[1]           | 29 de Agosto de 1927       |
| 1621 Druzhba               | 1 de Outubro de 1926       |
| 1874 Kacivelia             | 5 de Setembro de 1924      |
| 1984 Fedynskij             | 10 de Outubro de 1926      |
| 2156 Kate                  | 23 de Setembro de 1917     |
| 3134 Kostinsky             | 5 de Novembro de 1921      |
| 4509 Gorbatskij            | 23 de Setembro de 1917     |
| 1. 1 com Nikolaj Ivanov    |                            |

Sergei Ivanovich Beljawsky (em russo:  Сергей Иванович Белявский, 7 de Dezembro de 1883 (Calendário juliano: 25 de Novembro) - 13 de Outubro de 1953) foi um astrónomo soviético/russo.
Ele descobriu e co-descobriu vários asteroides.
O asteroide 1074 Beljawskya foi assim nomeado em sua homenagem.